# Yeyson Liendo Mamani y Sonia Gaona Yaguno
Yeyson Jorge Liendo Mamani (n. 1 de enero de 1986) y Sonia Karina Gaona Yaguno (n. 26 de septiembre de 1991) son una pareja de asesinos en serie peruana que asesinaron y robaron a cinco hombres entre octubre y diciembre de 2018 en el Departamento de Tacna.
Ambos fueron declarados culpables y sentenciados por los crímenes a 35 años de prisión en 2020.

## Modus operandi
La modalidad de los crímenes era de Gaona, de en ese momento 27 años, captar a los hombres en centros nocturnos en donde les ofrecía una charla amistosa o intimidad sexual, luego los inducia a embriagarse para luego convenceros de ir juntos a hoteles o a casa de estos.
Ya en los hoteles o en casas de las víctimas y sin testigos cerca es donde Liendo Mamani, de 32 años, entraba en escena y junto a Gaona Yaguno los torturaban y obligaban a revelar las claves de sus cuentas bancarias, para luego una vez obtenidas las confesiones Liendo Mamani los asesinaba estrangulándolos. Y además también robaban otras pertenencias de las víctimas.

## Asesinatos
José Luis Chino Ticona
El martes 30 de octubre de 2018, el exfutbolista José Luis Chino Ticona conocido como "Pachingo", de 33 años, es hallado muerto por uno de sus padres cuando su cuerpo aun ardía en una habitación de su domicilio del poblado La Esperanza en la ciudad de Tacna. Chino Ticona murió estrangulado y su cadáver y la habitación fueron prendidos fuego en un intento de borrar evidencias.
Edwin Chacmana Aguilar
El viernes 16 de noviembre el cuerpo del ingeniero Edwin Felipe Chacmana Aguilar, de 42 años, fue encontrado en un hospedaje del Distrito de Coronel Gregorio Albarracín Lanchipa. La causa de muerte de Chacmana Aguilar fue por ahorcamiento, y los testigos dijeron que él había ingresado al lugar el 15 de noviembre en compañía de una joven mujer, la cual se retiró sola en la madrugada del día siguiente.
Rodolfo Alanoca Llanos
El viernes 30 de noviembre el docente de la Universidad Privada de Tacna, Rodolfo Mariano Alanoca Llanos, de 52 años, fue encontrado asesinado en la maletera de su auto marca Chevrolet, modelo Spark GT. El cuerpo solo vestía ropa interior y por la rigidez cadavérica se determino que había muerto 12 horas antes de hallarse el cuerpo, y la causa de muerte habría sido por estrangulación con un cable.
Guillermo Gutiérrez Salas
El lunes 3 de diciembre fue asesinado el agente del Instituto Nacional Penitenciario (INPE), Guillermo Gutiérrez Salas, de 35 años, y su cuerpo fue encontrado 3 días después, el 6 de diciembre. Su cuerpo yacía desnudo en el suelo de una habitación que alquilaba en una vivienda de la avenida Pinto de la ciudad de Tacna. La causa de su muerte se determino que fue por estrangulación.
Vladimir Calle Gutiérrez
El domingo 16 de diciembre se encontró muerto al trabajador de Zofratacna, Vladimir Hilario Calle Gutiérrez, de 57 años, en un inmueble en la Urbanización Caplina G-11. La autopsia determino que murió por asfixia mecánica compatible por estrangulamiento.

## Captura y condenas
A finales de diciembre de 2018 los detectives de homicidios que seguían investigando el crimen de Chino Ticona siguieron la pista de la concurrencia de la víctima al club nocturno "Milenium" del Parque Industrial y el bar Los Geranios de la Junta Vecinal La Victoria, en la ciudad de Tacna. En el lugar ubicaron a Sonia Gaona que hacia de "dama de compañía" e inicialmente solo tomaron su declaración como una testigo, pero luego las huellas dactilares que les habían tomado coincidieron con las encontradas en una botella de vino en la escena del crimen. Posteriormente su pareja Yeyson Liendo sería también arrestado por pruebas que lo comprometían. Con la evidencia obtenida por las incautaciones realizadas en su vivienda ambos no solo confesarían el asesinato de José Luis Chino Ticona, sino también los de otros cuatro hombres asesinados en los últimos dos meses bajo la misma modalidad.
Yeyson Liendo Mamani y Sonia Gaona Yaguno fueron detenidos el jueves 27 de diciembre de 2018. Ambos fueron juzgados por los crímenes en 2020. Liendo Mamani acogió a la conclusión anticipada al declararse culpable y fue condenado en mayo de 2020 a 35 años de cárcel.
Gaona Yaguno aceptó los cargos pero no el monto de la condena. En junio de 2020 fue condenada y recibió también una sentencia de 35 años de prisión.
Además fueron condenados a pagar de 42 mil 857 soles como reparación. Mientras que a favor de los herederos de Vladimir Hilario Calle Gutiérrez, se estableció el monto de 150 mil soles.